# Isohypsibius jingshanensis
Isohypsibius jingshanensis är en djurart som tillhör fylumet trögkrypare, och som beskrevs av Yang 2003. Isohypsibius jingshanensis ingår i släktet Isohypsibius och familjen Hypsibiidae. Inga underarter finns listade i Catalogue of Life.